# 小行星6580
小行星6580（英語：6580 Philbland）是一颗围绕太阳公转的小行星。1981年3月2日，舒爾特·巴斯在赛丁泉山发现了此天体。
这颗小行星的绝对星等为1.36204等。